# 西焼津駅

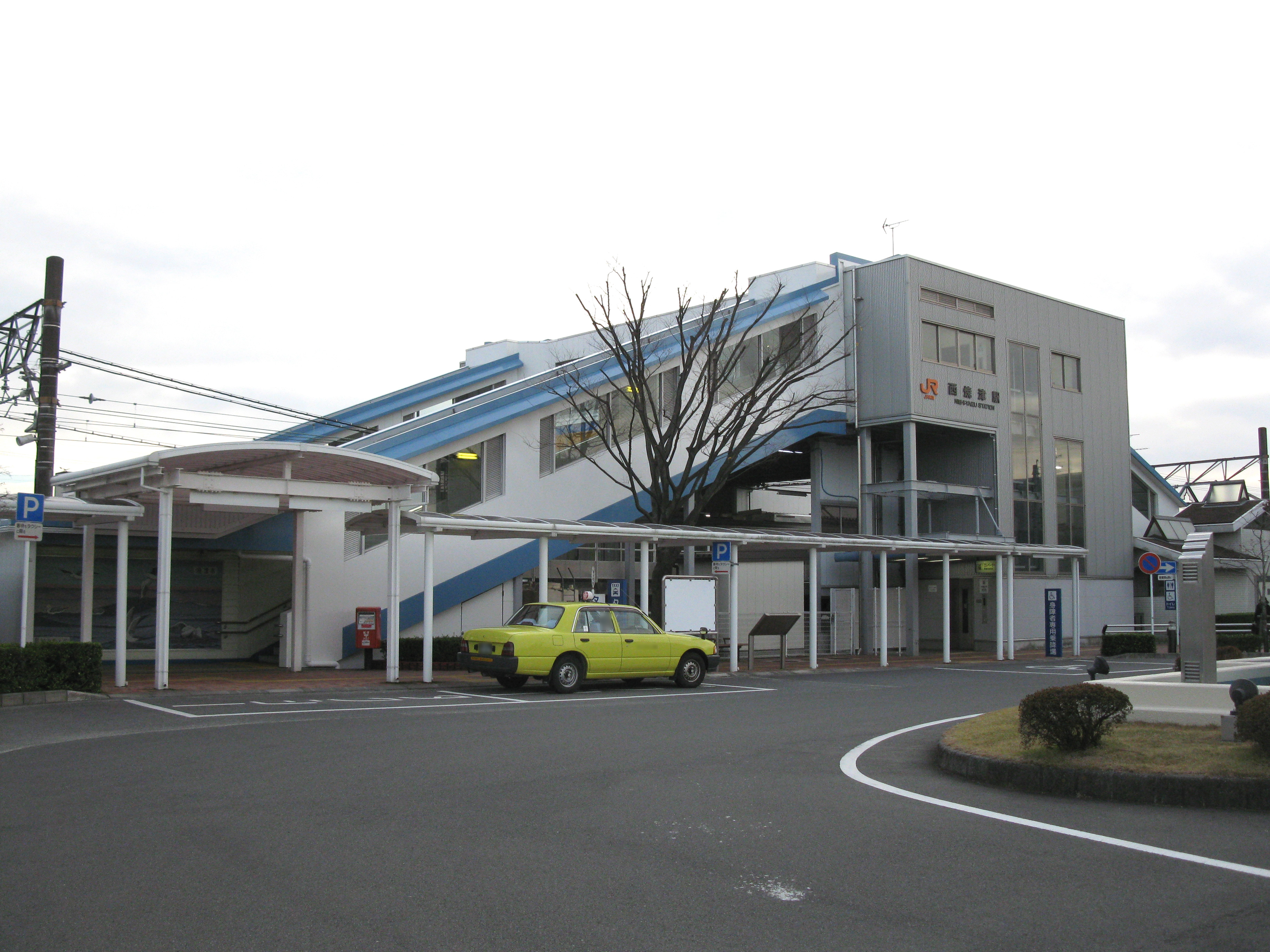
北口（2010年12月）

西焼津駅（にしやいづえき）は、静岡県焼津市西焼津にある、東海旅客鉄道（JR東海）東海道本線の駅である。駅番号はCA21。
運行形態の詳細は「東海道線 (静岡地区)」を参照。

## 歴史
民営化の11日前に開業した駅。同日には同じ東海道本線の片浜駅も開業している。

### 年表
- 1987年（昭和62年）
  - 3月21日：国鉄東海道本線の焼津 - 藤枝間に新設開業（旅客営業のみ）[2]。
  - 4月1日：国鉄の分割民営化により東海旅客鉄道の駅となる[2]。
- 2006年（平成18年）2月：バリアフリー化（エレベーター設置）[3]。
- 2008年（平成20年）3月1日：TOICAのサービス開始。

## 駅構造
相対式ホーム2面2線を有する地上駅。駅の南北を結ぶ簡便な橋上駅舎を備える。総工費2億6500万円全額を地元が負担して建設された請願駅である。
JR東海交通事業の職員が業務を担当する業務委託駅で、焼津駅が当駅を管理している。駅舎内部にはJR全線きっぷうりばや自動改札機などが置かれている。
2006年にエレベーターが2台設置された。なお、北口のエレベーターは1番線ホーム、南口のエレベーターは2番線ホームと兼用であり、改札外又は改札内相互間のみの移動が可能である。

### のりば
| 番線 | 路線          | 方向 | 行先           |
| ---- | ------------- | ---- | -------------- |
| 1    | CA 東海道本線 | 上り | 静岡・沼津方面 |
| 2    | CA 東海道本線 | 下り | 浜松・豊橋方面 |

（出典：JR東海:駅構内図）

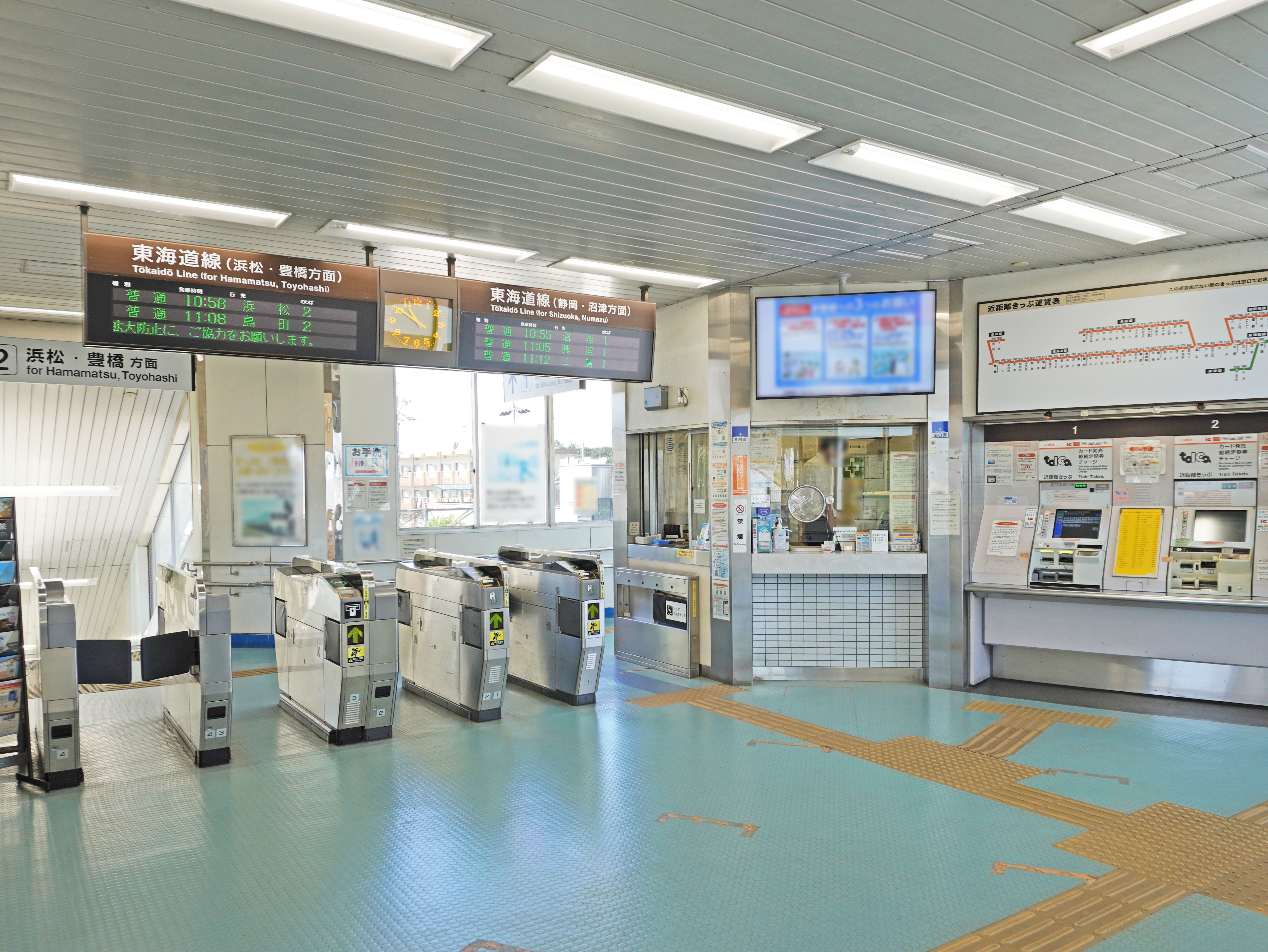
改札口（2022年9月）
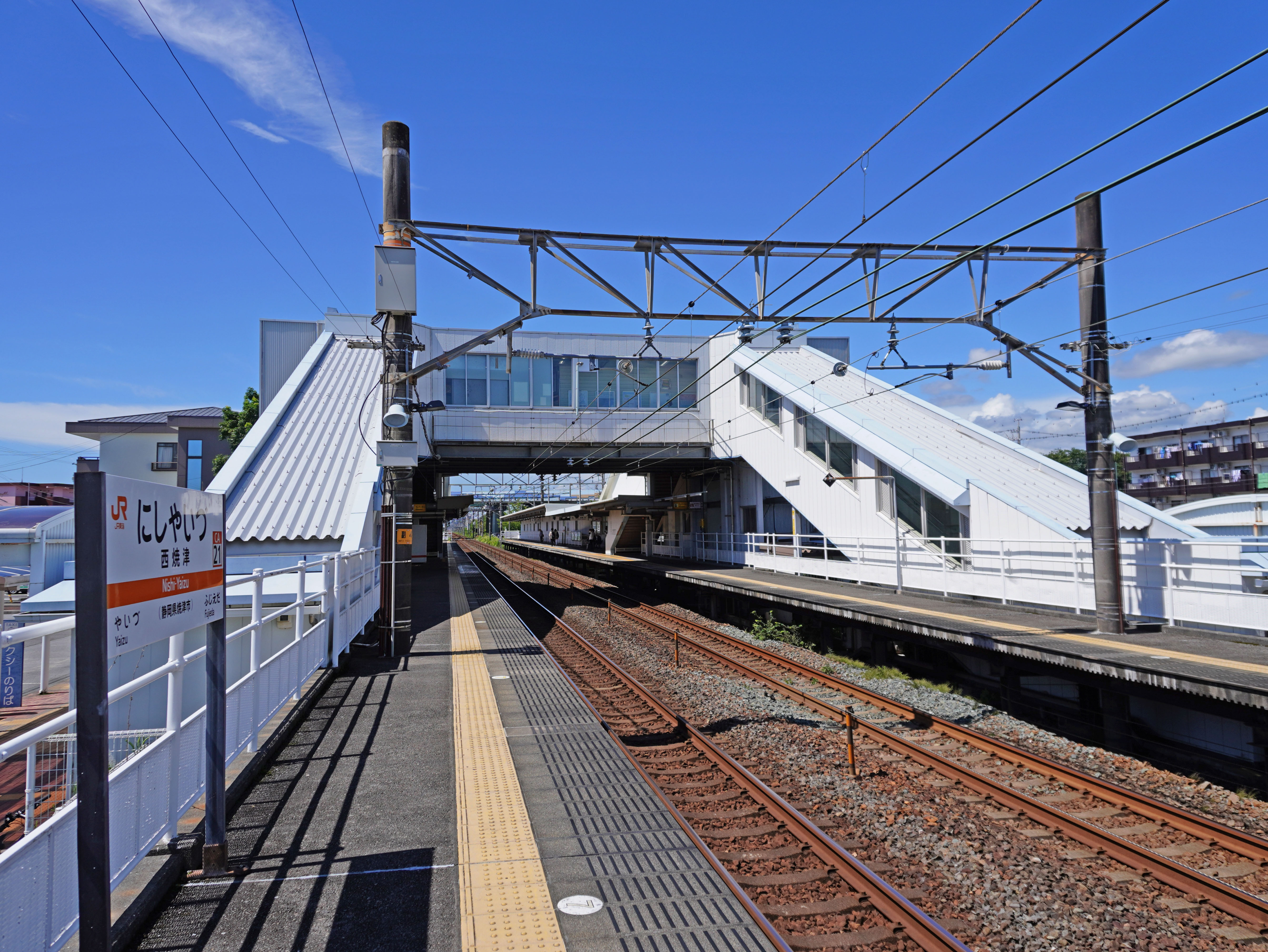
ホーム（2022年9月）

## 利用状況
JR東海の移動等円滑化取組報告書によると、2023年度（令和5年度）の1日平均乗降客数は10,592人である。
1993年度（平成5年度）以降の推移は以下のとおりである。
| 乗車人員推移       | 乗車人員推移     | 乗車人員推移 |
| 年度               | 1日平均 乗車人員 | 出典         |
| ------------------ | ---------------- | ------------ |
| 1993年（平成05年） | 5,512            | [ 4 ]        |
| 1994年（平成06年） | 5,757            | [ 4 ]        |
| 1995年（平成07年） | 5,988            | [ 4 ]        |
| 1996年（平成08年） | 6,134            | [ 4 ]        |
| 1997年（平成09年） | 6,082            | [ 4 ]        |
| 1998年（平成10年） | 6,084            | [ 4 ]        |
| 1999年（平成11年） | 6,124            | [ 4 ]        |
| 2000年（平成12年） | 6,182            | [ 4 ]        |
| 2001年（平成13年） | 6,202            | [ 4 ]        |
| 2002年（平成14年） | 6,151            | [ 4 ]        |
| 2003年（平成15年） | 6,048            | [ 4 ]        |
| 2004年（平成16年） | 6,030            | [ 4 ]        |
| 2005年（平成17年） | 6,085            | [ 4 ]        |
| 2006年（平成18年） | 6,019            | [ 4 ]        |
| 2007年（平成19年） | 6,171            | [ 4 ]        |
| 2008年（平成20年） | 6,154            | [ 4 ]        |
| 2009年（平成21年） | 6,016            | [ 4 ]        |
| 2010年（平成22年） | 6,046            | [ 4 ]        |
| 2011年（平成23年） | 6,054            | [ 4 ]        |
| 2012年（平成24年） | 5,975            | [ 4 ]        |
| 2013年（平成25年） | 6,121            | [ 4 ]        |
| 2014年（平成26年） | 6,002            | [ 4 ]        |
| 2015年（平成27年） | 6,154            | [ 4 ]        |
| 2016年（平成28年） | 6,122            | [ 4 ]        |
| 2017年（平成29年） | 6,096            | [ 4 ]        |
| 2018年（平成30年） | 6,048            | [ 4 ]        |
| 2019年（令和元年） | 6,004            | [ 4 ]        |
| 2020年（令和02年） | 4,694            | [ 4 ]        |
| 2021年（令和03年） | 4,697            | [ 4 ]        |

## 駅周辺
- 焼津豊田郵便局
- 県立焼津中央高校
- 東名焼津西停留所（東名高速道路）
- 赤阪鐵工所豊田工場

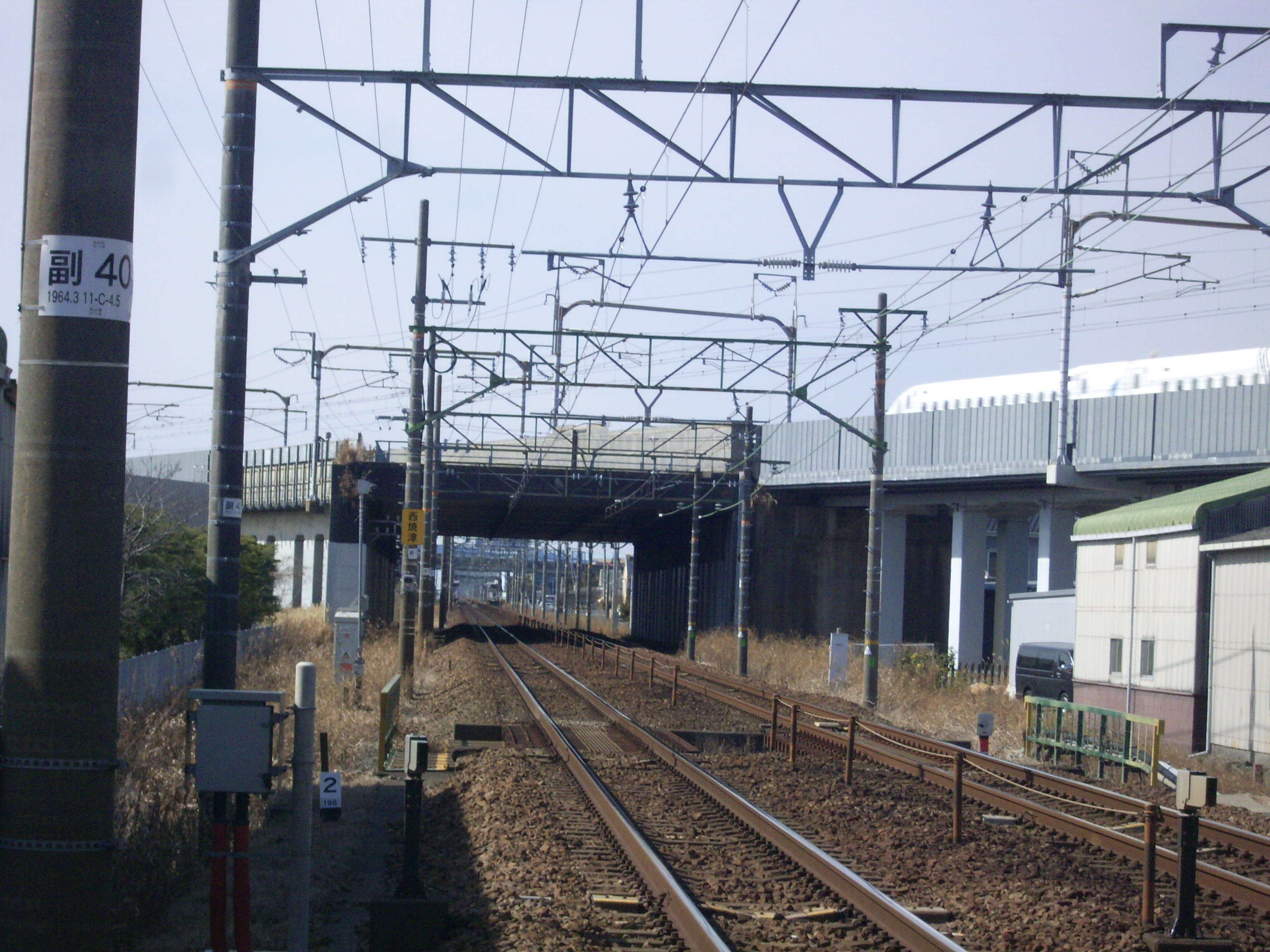
西焼津駅東の五ヶ堀線路跨線橋

- アステラス ファーマ テック焼津技術センター
- 中外製薬工業藤枝工場
- 住友ベークライト静岡工場
- ツムラ静岡工場
- 明治東海工場

## バス路線
西焼津駅南口
- しずてつジャストライン
  - 五十海大住線（平日のみ運行）：焼津市立病院前・清里
- 焼津市自主運行バス
  - 焼津循環線：焼津駅前

西焼津駅北口
- しずてつジャストライン
  - 五十海大住線(土曜日・日曜日・祝日のみ)：清里

東名焼津西
- しずてつジャストライン高速線
  - 特急静岡相良線：新静岡 / 相良営業所
  - 富士山静岡空港静岡線：新静岡 / 富士山静岡空港
  - 静岡大阪線（京都大阪ライナー）：清水駅前 / USJ

## 隣の駅
東海旅客鉄道（JR東海）
CA 東海道本線
焼津駅 (CA20) - 西焼津駅 (CA21) - 藤枝駅 (CA22)